# Château du Bourdieu
Pour les articles homonymes, voir Bourdieu (homonymie).
Le château du Bourdieu est une propriété disposant d'un parc d’une trentaine d’hectares au centre de Saint-Médard-en-Jalles face à la place de la République. Inscrit aux monuments historiques le 6 février 1981, le logis actuel est construit en 1788 par J. Delmestre, dans un domaine viticole (bourdieu en gascon) ayant appartenu en 1737 au courtier royal Delmestre. La propriété figure sur un plan de 1848.

## Description
Le château, orienté au sud-est, se compose d'un corps d'immeuble élevé d'un étage et flanqué de deux pavillons latéraux de plain pied. La partie centrale, en légère saillie, accueille les portes médianes à deux vantaux séparant deux groupes de deux fenêtres, au rez-de-chaussée comme à l'étage. Elles sont surmontées d'arcades demi-circulaires, dont celle du rez-de-chaussée est ornée de moulures. Les impostes sont fermées de 8 carreaux disposés en arc de cercle selon un motif rayonnant formant 4 secteurs angulaires de 45°. L'imposte du rez-de-chaussée est défendue par une pièce de ferronnerie ornée des initiales J.D. de J. Delmestre dans un médaillon. La porte supérieure donne sur un balcon en fer forgé, la porte d'entrée sur un perron de deux marches.
Les chaînages et ressauts à bossages continus structurent la façade principale, alors que la façade nord n'en dispose pas. 
Les anciens fourneaux sont toujours présents en cuisine.
Le domaine du Bourdieu disposait d'un parc arboré de qualité avec de nombreuses essences. Ce parc, dont les arbres étaient vieillissant, a beaucoup souffert de la tempête de 1999.

## Histoire
Le domaine qui a appartenu en 1737 au courtier royal Delmestre, est resté la propriété de la famille Delmestre et Meyniac, qui vont assurer la gestion du domaine viticole, un cru bourgeois, sur trois générations successives jusqu’en 1908. 
En 2024, Bordeaux Métropole achète le domaine. Les maires successifs de Saint-Médard-en-Jalles formaient des projets d'acquisition et d'aménagement de cet important domaine situé à proximité du centre du bourg, depuis de nombreuses années.